# Melopyrrha
Melopyrrha är ett fågelsläkte i familjen tangaror inom ordningen tättingar. Traditionellt omfattar det en enda art, kubatangara (Melopyrrha nigra). Efter DNA-studier och artuppdelningar omfattar det numera hela sex arter, varav en utdöd och ytterligare en sannolikt utdöd:
- Oxtangara (Melopyrrha portoricensis) – tidigare i Loxigilla
- Saintkittstangara (Melopyrrha grandis) – sannolikt utdöd, tidigare behandlad som underart till portoricensis
- Kubatangara (Melopyrrha nigra)
- Caymantangara (Melopyrrha taylori) – tidigare behandlad som underart till nigra
- Bractangara (Melopyrrha latirostris) – utdöd under holocen
- Rostbrynad tangara (Melopyrrha violacea) – tidigare i Loxigilla